# Klaus Iohannis
Klaus Iohannis (prononcé en roumain : /ˈkla.us joˈhanis/), né le 13 juin 1959 à Sibiu, est un homme d'État roumain, président de Roumanie du 21 décembre 2014 au 12 février 2025.
Professeur de physique, issu de la minorité des Saxons transylvains, il s'engage en politique après la révolution roumaine de 1989 en rejoignant le Forum démocratique des Allemands de Roumanie (FDGR).
En 2000, il est élu maire de Sibiu, sa ville natale. En 2013, il adhère au Parti national libéral (PNL), formation de centre droit dont il devient président l'année suivante.
Candidat pro-européen à l'élection présidentielle de 2014, il l'emporte au second tour avec 54 % des voix face au Premier ministre social-démocrate, Victor Ponta, présenté comme le favori du scrutin. Devenu le premier chef d'État issu d'une minorité de Roumanie, Iohannis est réélu au second tour de l'élection de 2019 avec 66 % face à Viorica Dăncilă.
Alors qu'avec son homologue moldave Maia Sandu, il fait partie des soutiens les plus actifs de l'aide à l'Ukraine pendant la guerre russo-ukrainienne, il échoue à devenir secrétaire général de l'OTAN et la fin de sa présidence est marquée par une forte impopularité. Son second mandat est cependant prolongé de plusieurs mois en raison de l'annulation de l'élection présidentielle roumaine de 2024 par la cour constitutionelle, en raison des fraudes imputées au candidat pro-russe Călin Georgescu au moyen, entre-autres, de l'usage intensif du réseau social TikTok. Menacé de destitution par le Parlement, Iohannis choisit de démissionner.

## Biographie

### Enfance et famille
Klaus Werner Iohannis est né le 13 juin 1959, dans une maison du centre historique de Sibiu. L'orthographe originale de son nom (qui est allemand) est « Johannis », mais le nom a été enregistré par un officier d'état civil comme « Iohannis » sur son acte de naissance. Il parle l'allemand et le roumain, ainsi que l'anglais.
Ses parents, Susanne et Gustav Heinz Johannis, sont issus de la minorité allemande de Transylvanie. Il a une sœur plus jeune, Krista Johannis (née en 1963). Son père a travaillé comme technicien dans une entreprise, tandis que sa mère était infirmière. En 1992, ses parents décident d'émigrer vers l'Allemagne et de s’installer à Wurtzbourg, comme une majorité de saxons après la chute du rideau de fer. Cependant, Iohannis choisit de rester vivre et de travailler en Roumanie. Il a déclaré dans un entretien que sa famille vit à Cisnădie depuis le XVIe siècle.
En 1989, il épouse Carmen Lăzurcă, professeur d'anglais au collège national Gheorghe Lazăr de Sibiu ; ils n'ont pas d'enfant. Iohannis est membre de l'Église évangélique de la confession d'Augsbourg de Roumanie, l'église luthérienne germanophone de Transylvanie.

### Carrière dans le système scolaire
Après avoir été diplômé de la faculté de physique de l'université Babeș-Bolyai de Cluj-Napoca, Klaus Iohannis passe son doctorat. Il est professeur de physique du secondaire dans diverses écoles et collèges à Sibiu, notamment, de 1989 à 1997, au collège national Samuel von Brukenthal, la plus ancienne école germanophone en Roumanie. De 1997 à 1999, il est inspecteur général adjoint de l'école de Sibiu, et de 1999 jusqu'à son élection comme maire, en 2000, il est inspecteur scolaire général, chef des écoles publiques du județ de Sibiu.

### Parcours politique

#### Débuts
Il rejoint le Forum démocratique des Allemands de Roumanie (FDGR/DFDR), parti politique roumain représentant la minorité allemande, en 1990. Il siège au conseil d'administration de l'éducation en Transylvanie à partir de 1997 et au conseil local du parti à Sibiu à partir de 1998.

#### Maire de Sibiu

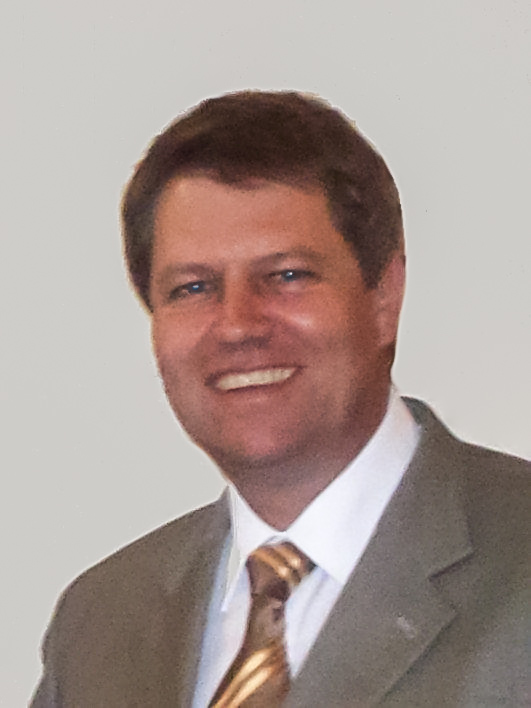
Klaus Iohannis en tant que maire de Sibiu (2005).

En 2000, le FDGR à Sibiu l'investit candidat à la mairie. Bien que la part de la minorité allemande dans la population totale de Sibiu soit descendue à 1,6 %, Iohannis est élu avec 69,18 % des voix. Il est ainsi le premier maire d'origine allemande d'une ville roumaine depuis Alfred Dörr, qui fut maire de Sibiu de 1940 à 1945, mais dans le contexte de la Seconde Guerre mondiale, alors que la Wehrmacht occupait le pays, et que le dictateur fasciste Ion Antonescu était l'allié du Troisième Reich.
Klaus Iohannis est facilement réélu en 2004, avec 88,7 % des voix. En 2008, il remporte un troisième mandat avec 87,4 %, puis un quatrième en 2012, réalisant un score de 78,4 %.
En tant que maire, il réussit à relancer la restauration des infrastructures de la ville, de son centre historique et à effectuer un resserrement de l'administration municipale. Iohannis est également largement crédité de faire de la ville l'une des plus populaires destinations touristiques de la Roumanie grâce à la rénovation complète du centre ancien. Il établit des contacts avec de nombreux investisseurs étrangers. Sibiu est désignée capitale européenne de la culture en 2007, avec Luxembourg, qui choisit de partager ce statut avec Sibiu du fait que beaucoup des Saxons de Transylvanie ont émigré au XIIe siècle depuis ce qui est aujourd'hui le Luxembourg jusqu'en Transylvanie.
Le 4 novembre 2005, Iohannis est désigné « personnalité de l'année pour une Roumanie européenne » (en roumain : Personalitatea anului pentru o Românie Europeană) par l'organisation Eurolink - Maison de l'Europe.

#### Émergence au niveau national
Le 14 octobre 2009, au lendemain du renversement du gouvernement du libéral-démocrate Emil Boc, il est proposé comme candidat au poste de Premier ministre par le Parti social-démocrate (PSD), le Parti national libéral (PNL) et l'Union démocrate magyare de Roumanie (UDMR/RMDSZ), majoritaires au Parlement roumain. Sa candidature est rejetée le lendemain par le président Traian Băsescu.
Il décide de rejoindre le PNL le 20 février 2013 et se voit aussitôt nommé premier vice-président du parti, sous la présidence de Crin Antonescu. Ce dernier ayant démissionné le 31 mai 2014, Klaus Iohannis est élu le 28 juin suivant pour prendre sa succession.
Le 25 février 2014, le Parti national libéral annonce son départ du gouvernement, en réaction au refus de Victor Ponta de désigner Klaus Iohannis comme ministre de l'Intérieur.
Après le rapprochement de son parti, le Parti national libéral, et du Forum démocratique des Allemands de Roumanie avec deux autres partis du centre droit, le Parti démocrate-libéral et Force citoyenne, Klaus Iohannis est désigné candidat de cette nouvelle coalition, l'Alliance chrétienne libérale (ACL), en vue de l'élection présidentielle de 2014.

#### Président de Roumanie

##### Élection et investiture

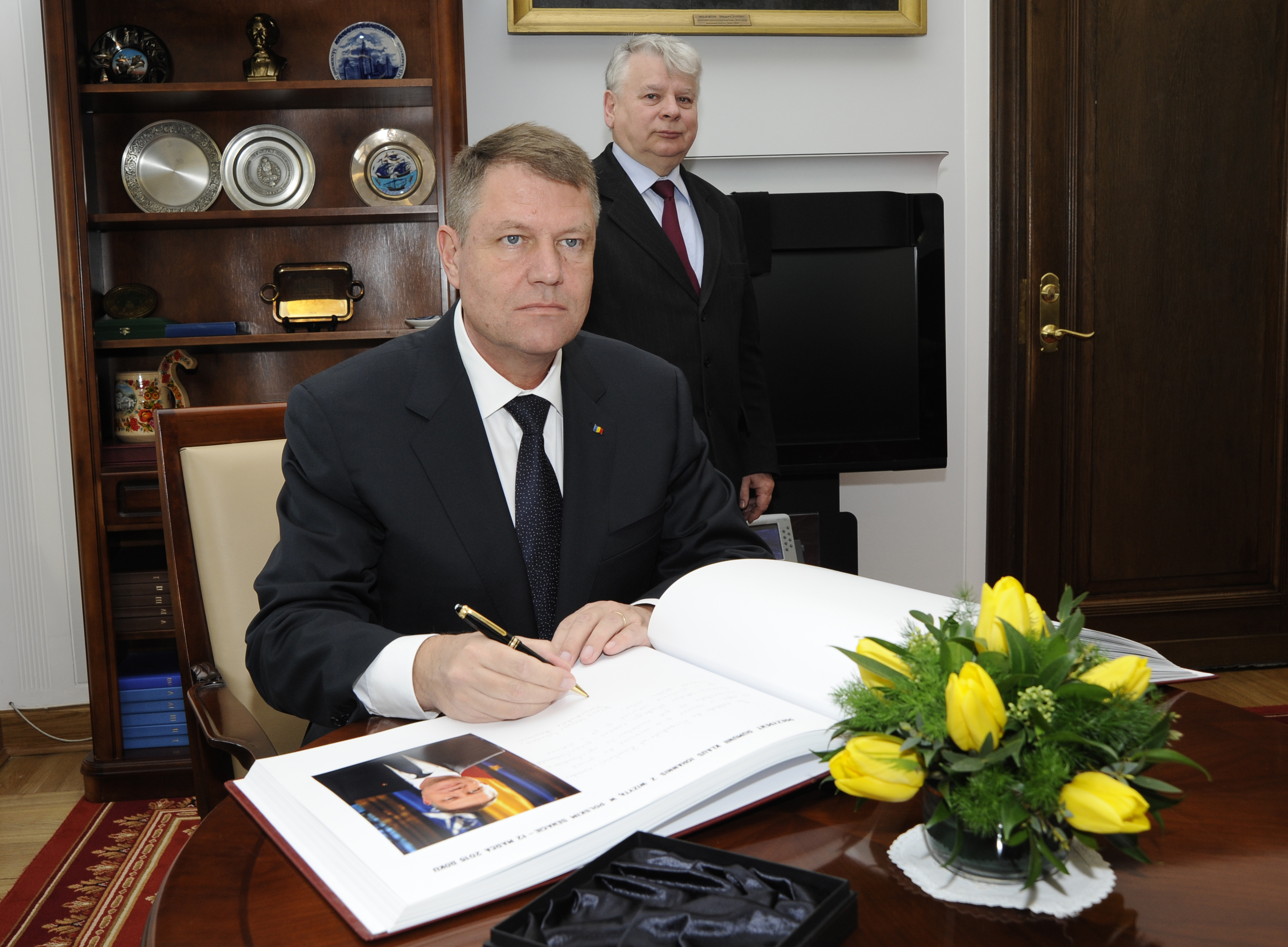
Klaus Iohannis au Sénat de Pologne, en 2015.

Le 2 novembre 2014, il arrive en deuxième position du premier tour, avec 30,4 % des voix, derrière le Premier ministre, Victor Ponta, qui est présenté comme le favori et qui totalise 40,3 % des suffrages. Au second tour, le 16 novembre 2014, Klaus Iohannis est élu avec 54,43 % des suffrages exprimés, profitant d'une hausse de la participation due à une mobilisation relativement forte (64,1 % de votants), notamment de la jeunesse.
Klaus Iohannis succède à Traian Băsescu, au pouvoir depuis 2004, le 21 décembre 2014, devenant ainsi le sixième président de Roumanie. Dans une autobiographie publiée en mai 2015, il revient sur la campagne électorale, qui selon lui « avait plutôt sa place dans les années 1990 » avec des scandales et « avec des seaux renversés sur la tête des candidats ».

##### Cohabitation avec Victor Ponta
La collaboration avec le Premier ministre social-démocrate Victor Ponta s'est détériorée à la suite des visites à l'étranger du Premier ministre sans en informer le président, mais surtout avec la mise en examen de Victor Ponta par la Direction nationale anticorruption pour 22 chefs d'accusation de corruption présumés, incitant Iohannis à exiger sa démission. De même, Iohannis exprime son mécontentement avec les tentatives de modifications apportées au Code pénal.
Il tient une série de consultations avec les partis politiques représentés au Parlement le 12 janvier 2014, le but de ces discussions étant d'obtenir un accord politique qui assurant d'ici 2017 un budget minimal équibalent à 2 % du PIB pour le ministère de la Défense nationale ; cet accord sera par la suite signé par toutes les forces politiques. Le second tour de consultations est consacré au vote de la diaspora roumaine, au financement des campagnes électorales et des partis et aux levées d'immunités parlementaires.
Le 12 janvier 2015, une décision de la cour d'appel de Brașov lui fait perdre une de ses maisons de Sibiu, dont il est devenu propriétaire au moyen de faux documents,.

##### Gouvernement Cioloș
Au début du mois de novembre 2015, à la suite de l'incendie de la discothèque Colectiv et de la démission du Premier ministre Victor Ponta, Klaus Iohannis organise des consultations, en vue de la formation d'un nouveau gouvernement, avec les groupes parlementaires, comme exigé par la Constitution, mais également avec des représentants de la société civile. Il se rend également place de l'Université, afin de rencontrer les manifestants qui s'y réunissent contre la corruption.
Le 10 novembre 2015, il annonce la nomination de Dacian Cioloș comme Premier ministre, déclarant « nous avons besoin d'un Premier ministre indépendant, ou technocrate comme on dit, d’une personne intègre, qui n’a pas été impliquée dans des scandales et qui a démontré être capable de gérer des situations compliquées ». L'ensemble du nouveau gouvernement est composé d'individus n'étant condamnés ou poursuivis pour corruption et est composé d'un tiers de femmes,.

##### Retour au pouvoir du PSD

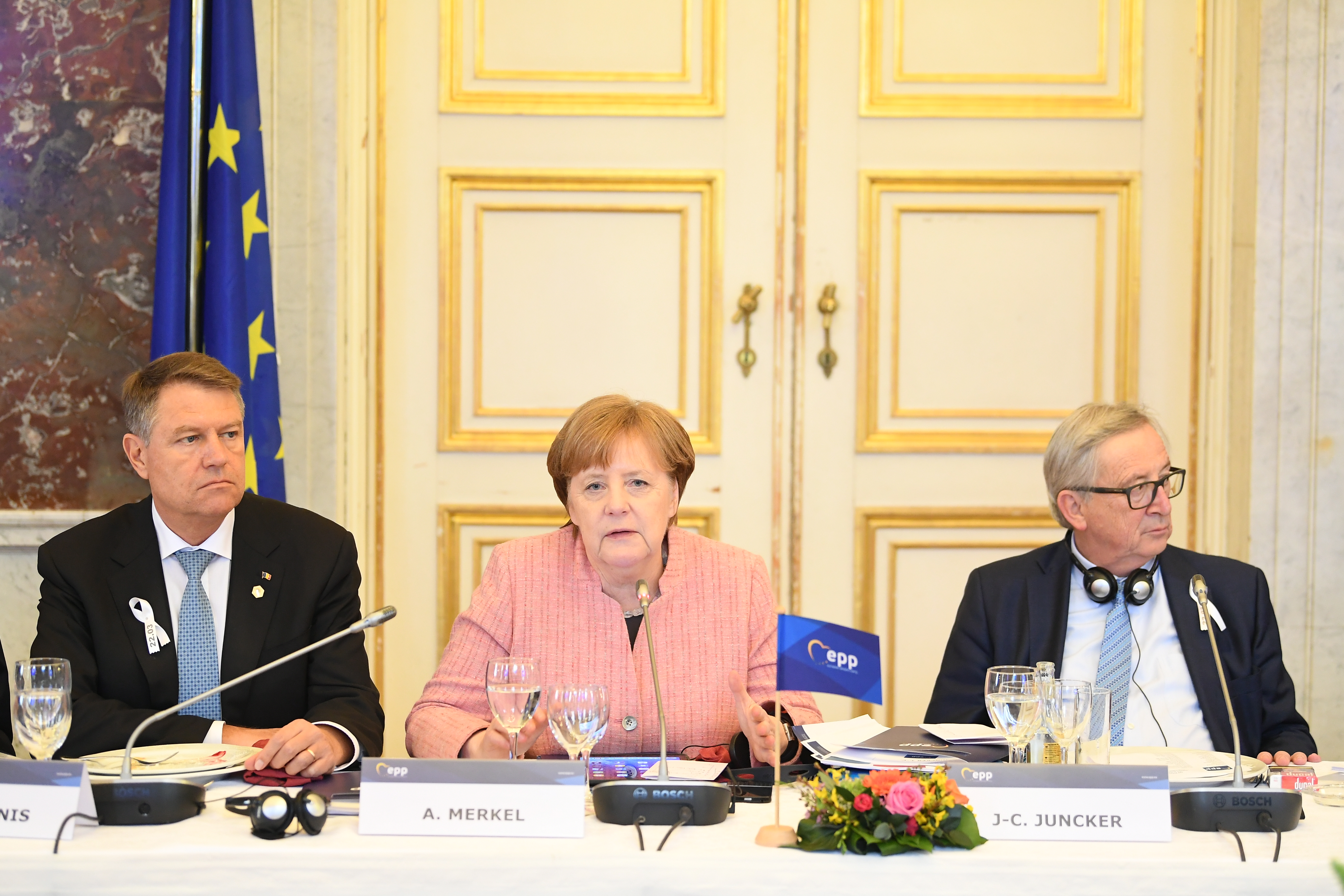
Klaus Iohannis, Angela Merkel et Jean-Claude Juncker lors d’un sommet du PPE, en 2018.

Les élections législatives de fin 2016 voient la victoire du PSD.
Début 2017, peu après la nomination du gouvernement Grindeanu, Klaus Iohannis participe aux manifestations contre le projet de réforme du Code pénal et d'amnistie des faits liés à la corruption. Le 2 mai 2018, il annonce qu'il ne promulguera pas la réforme controversée de la justice votée par le PSD.
Le ministre de la Justice, Tudorel Toader, lance le 22 février 2018 une procédure de destitution à l'encontre de Laura Codruța Kövesi, chef de la Direction nationale anticorruption (DNA), tandis que le président Iohannis, à qui il revient de mettre fin à ses fonctions s'il le souhaite, affirme qu'il s'est déclaré « à plusieurs reprises content de l’activité du DNA et de sa direction, un point de vue qu'il maintient ». Le 25 février, une manifestation est organisée pour la soutenir. Kövesi reçoit aussi le soutien du Conseil supérieur de la magistrature. Le 30 mai 2018, la Cour constitutionnelle ordonne au président de la destituer, estimant que le président ne possède pas de pouvoir « discrétionnaire ». L'opposition estime que la décision, prise par six juges sur neuf, « porte gravement atteinte à la crédibilité » de la cour. Menacé de destitution par le PSD, Klaus Iohannis destitue finalement Laura Codruța Kövesi le 9 juillet 2018. Le 9 septembre 2018, le ministre de la Justice nomme pour lui succéder Adina Florea, procureure à la cour d'appel de Constanta et réputée proche des sociaux-démocrates.

##### Élection présidentielle de 2019
Le 23 juin 2018, il annonce son intention de briguer un second mandat présidentiel. Il arrive en tête du premier tour avec 37,8 % des suffrages, devant l'ancienne Première ministre Viorica Dăncilă. Il refuse de débattre avec celle-ci en vue du second tour. Il est réélu le 24 novembre 2019 avec 66,09 % des suffrages exprimés et prête serment le 21 décembre suivant.

##### Candidature au secrétariat général de l'OTAN
Le 12 mars 2024, Klaus Iohannis annonce sa candidature pour succéder à Jens Stoltenberg au secrétariat général de l'OTAN. Mais le gouvernement roumain apporte son soutien à Mark Rutte, ancien Premier ministre des Pays-Bas, ce qui conduit Klaus Iohannis à se retirer. Selon les médias, il s'est ainsi tiré une « balle dans le pied » alors que la candidature de Mark Rutte avait été validée par tous les États membres.
En décembre 2024, son nom est rayé de la liste des chefs d’État conviés à rencontrer le nouveau patron de l’alliance transatlantique en pleine crise politique intérieure, ce qui fait de lui un paria sur la scène internationale.

##### Impopularité, crise politique de 2024-2025 et démission

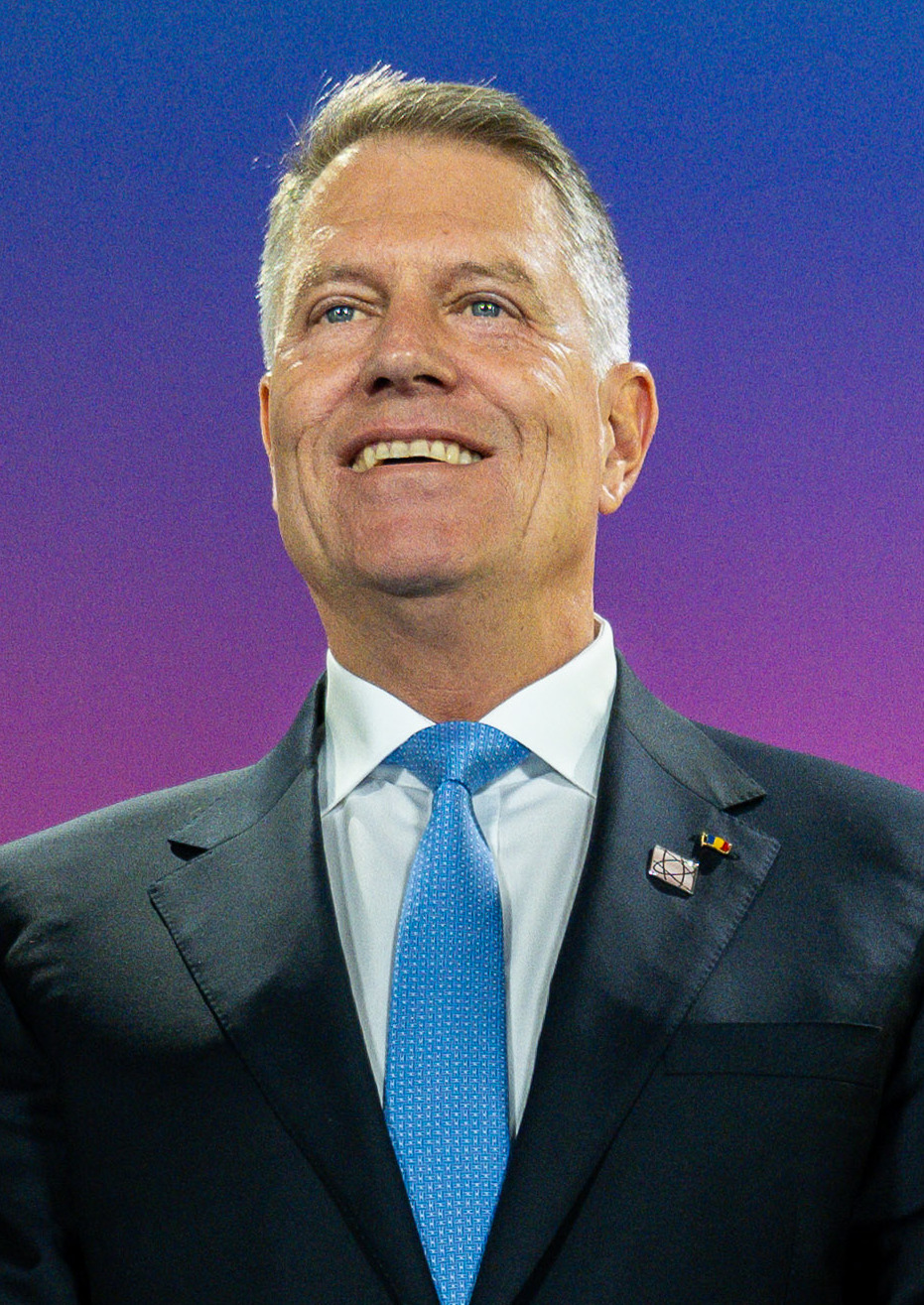
Klaus Iohannis en 2024.

À la fin de sa présidence, Klaus Iohannis, ciblé par une campagne de critiques, devient impopulaire, accusé d'être un « roi fainéant », de se consacrer davantage à sa ville natale de Sibiu et aux affaires étrangères (on lui reproche ses voyages et leur coût,) qu'au pays.
S'il reste apprécié de dirigeants européens, les politologues soulignent sa discrétion (il a rompu avec l'« hyper-présidence » de son prédécesseur, Traian Băsescu, et l'échec de son plan visant à faire de l'éducation la priorité nationale du pays : 250 000 élèves ont abandonné l’école sous sa présidence, soit 150 000 de plus qu’avant son arrivée au pouvoir, les écoles publiques ayant connu le plus grand déclin dans tous les tests internationaux,. Sa gestion de la pandémie de Covid-19 est également décriée, tout comme son silence de plusieurs jours lors de l'invasion de l'Ukraine par la Russie.
Le 6 décembre 2024, à deux jours du second tour de l'élection présidentielle allant opposer le candidat d'extrême droite pro-russe favori du scrutin, Călin Georgescu, et la libérale Elena Lasconi, la Cour constitutionnelle annule l'ensemble du processus électoral en invoquant des soupçons d’ingérence russe. Ayant reconduit le social-démocrate Marcel Ciolacu à la tête du gouvernement, Klaus Iohannis est, selon Le Figaro, alors jugé par « beaucoup » comme étant le principal responsable de la crise politique en cours. Trois semaines plus tôt, il avait déclaré : « Je vous demande pardon d’avoir, au fil des ans, pris des décisions nécessaires, mais qui vous ont déplu et que, très probablement, je n’ai pas suffisamment expliquées ». L'universitaire Silvia Marton explique alors que ce mea culpa arrive « trop tard pour l’exonérer de sa responsabilité politique et morale dans une crise aussi sérieuse » ; elle juge que « lorsqu’un extrémiste est arrivé à la surprise générale au second tour de la présidentielle, Iohannis s’est contenté d’articuler des excuses étrangement narcissiques ». Pour certains gouvernements européens comme ceux de l'Autriche, de la Hongrie, de la Slovaquie ou de la Bulgarie, les preuves d’une ingérence russe de nature à justifier une décision aussi grave que l’annulation du processus électoral semblent avoir été jugées un peu maigres. Le 12 janvier, des dizaines de milliers de personnes manifestent contre cette décision,.
Alors qu'une nouvelle élection présidentielle est prévue les 4 et 18 mai 2025, et qu'il fait face à une procédure de destitution soutenue par le bloc d'extrême droite composé de l'Alliance pour l'unité des Roumains (AUR), de S.O.S. Roumanie (SOS), et du Parti de la jeunesse (POT), ainsi que par l'Union sauvez la Roumanie (USR), il annonce le 10 février 2025 qu'il démissionnera le 12 février 2025 « afin d'épargner à la Roumanie et aux citoyens roumains une crise ». La motion était alors en mesure d'être adoptée par le ralliement de quelques parlementaires du bloc pro-européen,. Celle-ci a par ailleurs abouti à la troisième tentative, après avoir obtenu le ralliement de l'USR. Jusqu'à l'élection de mai, c'est alors le président du Sénat, Ilie Bolojan, qui assure l'intérim. Nicușor Dan, maire de Bucarest et pro-européen, remporte l'élection face à George Simion et succède indirectement à Iohannis.

## Prises de position

### Lutte anticorruption
Dès son élection, en novembre 2014, Klaus Iohannis affiche sa volonté de lutter contre la corruption et envoie des messages de soutien aux procureurs enquêtant sur les cas sensibles des oligarques et des personnalités politiques accusées de corruption, comme lors du congrès annuel de la Direction nationale anticorruption le 25 février 2016, lors duquel il apporte son appui au parquet anticorruption,.
Il rejette les demandes de suspension du chef de la Direction nationale anticorruption, Laura Codruța Kövesi,.

### Crise migratoire
En 2018, il déclare que les flux migratoires « doivent être contrôlés » et soutient le renforcement des frontières extérieures de l'Europe. Il accepte le quota de migrants fixé pour son pays par l'UE, mais ajoute qu'il s'oppose toujours à ce que des quotas obligatoires soient fixés par la Commission.

### Droits des LGBT
Il déclare, en 2014, qu'« aucune personne ne devrait être persécutée parce qu'elle appartient à un autre groupe, ni être répudiée juste parce qu'elle est différente ». Néanmoins, à propos de la reconnaissance juridique des couples de même sexe en Roumanie, il prend acte que, vu la forte influence de l'Église orthodoxe roumaine (notamment dans les campagnes), « la société roumaine n'est pas prête pour une réponse catégorique ». Dans le même entretien, il se dit « prêt à ouvrir la question » et affirme : « Nous devons accepter que toute minorité ait des droits, et une majorité n'est forte que si elle protège les minorités. »
En ce qui concerne l'initiative visant à modifier l'article 48 de la Constitution (interdiction du mariage homosexuel) lancée par la Coalition pour la famille (en), Klaus Iohannis réaffirme les principes de tolérance et d'acceptation mutuelle. Il déclare ainsi lors d'une conférence de presse : « Il est faux de donner de l'importance ou de suivre le fanatisme religieux et les ultimatums. Je ne crois pas en eux et je ne les soutiens pas. Je crois en la tolérance, la confiance et l'ouverture aux autres ». Ainsi, il est le premier haut responsable du pays à ouvrir le débat sur les mariages de même sexe. Sa réaction a été saluée par plusieurs médias internationaux, notamment The Washington Post,, tandis que des organisations religieuses et conservatrices roumaines ont critiqué sa position sur les droits des LGBT.

### Union de la Roumanie et de la Moldavie
En ce qui concerne la réunification de la Roumanie et de la Moldavie, séparées depuis 1940, Klaus Iohannis déclare, au cours de la campagne présidentielle 2014, que celle-ci n'est possible que si la Moldavie l'accepte. Il note que 22 % des citoyens de la Moldavie appartient à des minorités non roumaines (contre 11 % en Roumanie) et que les deux pays appartiennent à des sphères géopolitiques différentes — pro-atlantique et pro-européenne pour la Roumanie, pro-russe pour la Moldavie —, de sorte que pour le moment, la Roumanie ne peut que soutenir la Moldavie dans ses efforts pour se rapprocher de l'Europe en faisant attention à éviter une intervention de la Russie comme en 1992 (et comme depuis 2014 en Ukraine voisine).